# Sieć Badawcza Łukasiewicz – Instytut Inżynierii Materiałów Polimerowych i Barwników
Sieć Badawcza Łukasiewicz – Instytut Inżynierii Materiałów Polimerowych i Barwników (dawniej Instytut Inżynierii Materiałów Polimerowych i Barwników) – instytut badawczo-rozwojowy o interdyscyplinarnym charakterze. Jej siedziba mieści się przy ul. Marii Skłodowskiej-Curie 55 w Toruniu.
Instytut powołano do istnienia 12 lipca 1962 roku jako Centralne Biuro Konstrukcji Aparatów i Maszyn Chemicznych w Toruniu. W późniejszych latach instytut ten kilka razy przechodził reorganizację, a od marca 2015 roku, w wyniku zarządzenia dyrektora Instytutu Inżynierii Materiałów Polimerowych i Barwników, został on przekształcony w Oddział Przetwórstwa Materiałów Polimerowych w Toruniu. Od 1 kwietnia 2019 roku Instytut działa pod nazwą: Sieć Badawcza Łukasiewicz – Instytut Inżynierii Materiałów Polimerowych i Barwników.
Nazwy Instytutu na przestrzeni lat:
- Centralne Biuro Konstrukcji Aparatów i Maszyn Chemicznych w Toruniu (1962–1972)
- Ośrodek Badawczo-Rozwojowy Maszyn i Urządzeń Chemicznych „Metalchem” (1972–1999)
- Instytutu Przetwórstwa Tworzyw Sztucznych „Metalchem” (1999–2002)
- Oddział Zamiejscowy Tworzyw i Farb (2002–2004)
- Oddział Zamiejscowy (2004–2008)
- Instytut Inżynierii Materiałów Polimerowych i Barwników (2008–2015)
- Oddział Przetwórstwa Materiałów Polimerowych w Toruniu (2015–2019)
- Sieć Badawcza Łukasiewicz – Instytut Inżynierii Materiałów Polimerowych i Barwników (od 2019)